# 大連経済技術開発区

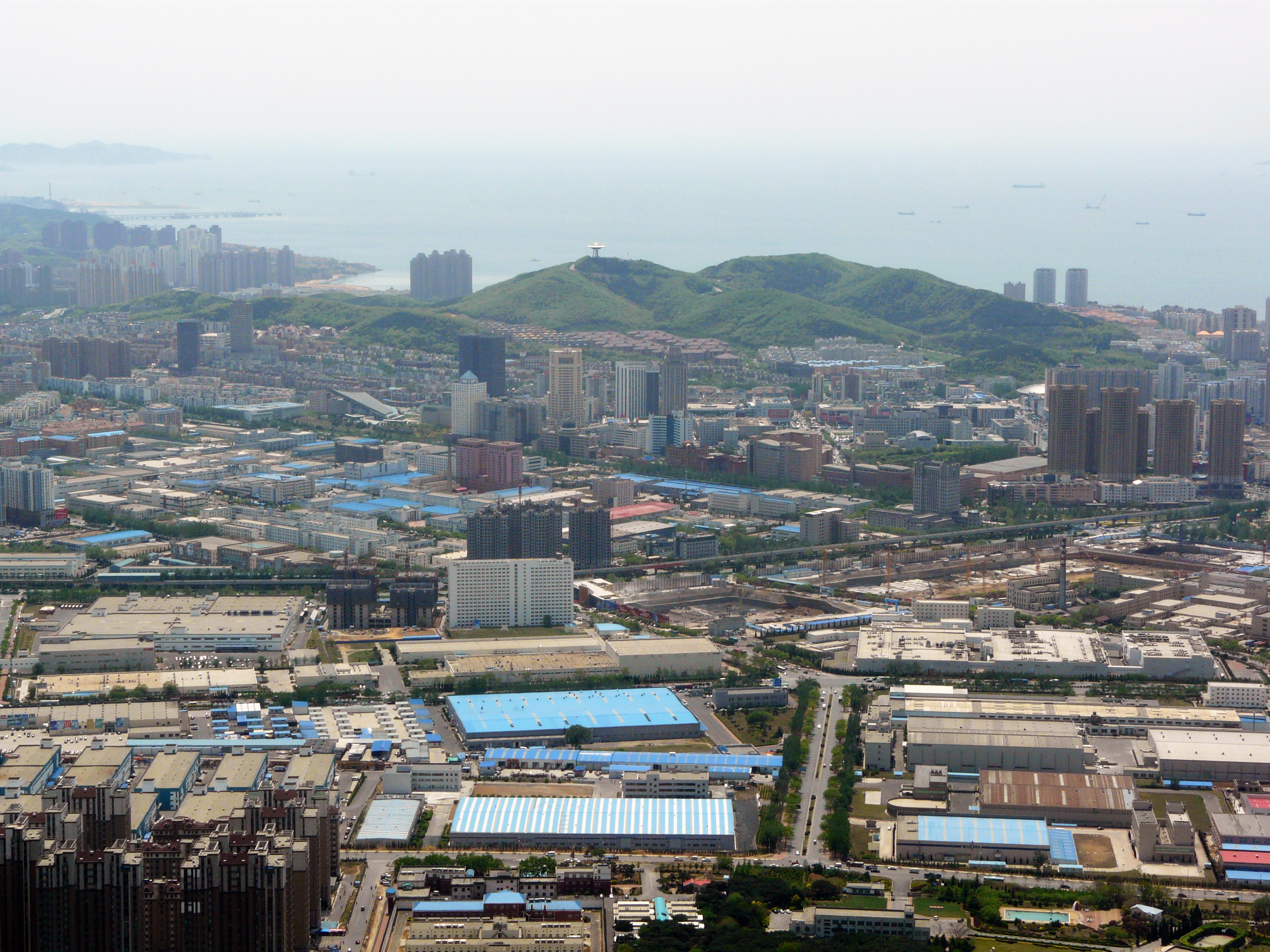
大黒山から大連経済技術開発区と童牛嶺の公園を望む

大連経済技術開発区（だいれんけいざいぎじゅつかいはつく、簡体字: 大连经济技术开发区）は、遼寧省大連市金州区にある1984年に設置された中国の最初の経済技術開発区で、略して大連開発区と呼ばれる。エリア面積は50平方km、工業区、商業区、生活区に分かれていて、人口30万人を有する。（日本人の駐在人口は2000人）英語ではDalian Economic and Technological Development Zone（略称DDZ）、最近では南側の保税区（Free-Trade Zone）と東側のDDポート（双D港、DD Port）も含めて「大連開発区」（Dalian Development Area、略称DDA）とも呼ばれている。

## 概要
大連市政府は、大連港を北東アジアの国際航運の一大センターする。石油化学、設備製造、電子情報・ソフトウェア、造船の4つの基地を目指すという経済方針があり、外資企業にはさまざまな恩恵優遇政策がとられている。
遼東半島、大連市の北東に位置する。市の中心部から27km、大連駅より25km、大連周水子国際空港より、18km、瀋大高速道路より8km、大連港から7km、大窯湾新港から2km、および和尚島石炭港から1km。開発区は、渤海経済圏の中心的なエリアである。
開発区は、44kmの海岸線に沿っており、年平均摂氏10度、降水量599.7mmで、快適に穏やかで、湿気が多い天候で、春と秋は晴天が多く、夏も冬もすごし易い。
大連は、海が凍らず深い海域に囲まれ、6つの良港（大連港、大窯湾新港、鮎魚湾石油埠頭、大連湾漁港、和尚島石炭港、北良食糧埠頭）がある。これらの大連の港は、69の投錨地があり、うち1万t以上の船の数の39にのぼる。鉱物、石炭、材木、穀物、鉄鋼、食料加工品などが取り扱われる。150を超える国や地域の交易が行われている。

## 行政区画
- 街道：馬橋子街道、海青島街道、大孤山街道、湾里街道、董家溝街道、登沙河街道、大李家街道、杏樹街道、得勝街道

## 都市計画
開発区は斬新な都市計画と建物で知られている。空および海の色と同じ白や青がテーマ色となっていて、都市計画および公的な建築のほとんどは、2001年～2005年にかけて完成された。公的な建築は外国の会社が行い、都市の増大した投資と経済活動と密接に絡んで発展してきた。当時の開発区主任の周海斐の経済成長推進の姿勢があったこともあげられる。
2005年以後は、開発区は商業用のオフィスビルの建築およびマンションの建設に変わっている。その多くは開発区の中心部の目抜き通りの金馬路に沿って行われていて、ホテルやショッピングセンターが立ち並ぶ繁華街に変貌を遂げている。

### 大連保税区
開発区の南側に大連保税区（Dalian Free-Trade Zone）ができた。バイオ産業。

### 大連DDポート
開発区のさらに東側に、金石灘の方に向かって、大連DDポート（双D港、DD Port）ができた。デジタルのD、バイオ産業のDNAを取って、2つのDの産業基地という意味で名付けられている。

## 交通
- 大連地下鉄3号線が大連駅と金石灘を結ぶ。途中の金馬路、開発区、保税区の各駅が開発区の中心部である。金州支線は開発区駅から分岐して九里駅までを結ぶ。（一部列車は大連駅～九里駅直通運転）所要時間は大連駅～金石灘駅約52分、大連駅、金石灘駅～開発区駅約24分、開発区駅～九里駅約21分である。
- 大連駅（普照街）より保税区南門行き路線バスもある。（運行時間5:00～21:00　所要約60～70分　料金2元）

- ＜開発区内バス（運行時間6:00～20:00　料金1元）＞
  - 1路（快軌金馬路駅～思同斉化）
  - 2路（緑洲半島～松嵐村）
  - 3路（快軌金馬路駅～双Ｄ港）
  - 4路（杏林小区～思同斉化）
  - 5路（緑洲半島～大連大学）
  - 6路（快軌金馬路駅～七彩柱）
  - 7路（快軌開発区駅～開発区十中）
  - 8路（緑洲半島～龍山小区）

## 教育
- 高等教育
  - 大連大学
  - 大連民族大学
  - 大連理工大学城市学院、軟件（ソフトウェア）学院
  - 魯迅美術学院大連分校

- 学校
  - 大連日本人学校　(Japanese School of Dalian)（幼稚園と小中学校は大連市街区の海岸寄りの傅家荘にあり、開発区にはない）
  - 大連楓葉国際学校（Maple Leaf International School）
  - 大連韓国国際学校（Dalian Korean International School）
  - 大連モデル学校

## 進出企業
進出企業は、約2000社。そのうち日系企業の進出が最も多く約580社にのぼる。以下順に香港、韓国、アメリカとなっている。また、開発区北部は、日系企業が集中しており、通称「日本工業団地」とも呼ばれる。日系企業の約7割が製造業、対日輸出加工型の企業が多く占めているが、中国への内販型の企業も増えつつある。
- 日系
  - 富士ファイン、三島食品、池宮印刷、東芝大連、東芝医療系統研究開発、大連東芝電視†[1]、大連フレッシュ食品、サンケン、日本微型電機、原田工業、北興ハーネス、北村閥門、スター精密、大連大陽日酸気体、富士電機、山営化成、岩谷産業、キヤノン、トステム、YKK、YKK AP、セイコー、TOTO、三菱電機、一広タオル、ROHM、三井森包装、三洋制冷、コニカミノルタ、ジェイテクト、ニデック、大連三協、旭計器、富士塑料、紀伊塑料、大連富士発英、グンゼ、親和測定、オムロン、大連中村精密、TDK、リョービ、大連三越精密部品、オムロン、大連藤洋鋼材、出光、栗田工業、最上世紀、マブチモーター、ミツバ（旧：自動車電機工業）、日清製油、アイリスオーヤマ、クリエートメディック、JMS、KISCOなど。

- 韓国系
  - ポスコ（浦項製鉄所）、ペンテックス（携帯電話）、LGグループ（エレベーター、エスカレーター），大宇など

- 主な進出企業（アメリカ）
  - ファイザー、インテルなど

- 中国系
  - ハイアール・グループ（海尓集団）、珍奥集団（健康ドリンク）など

## ギャラリー

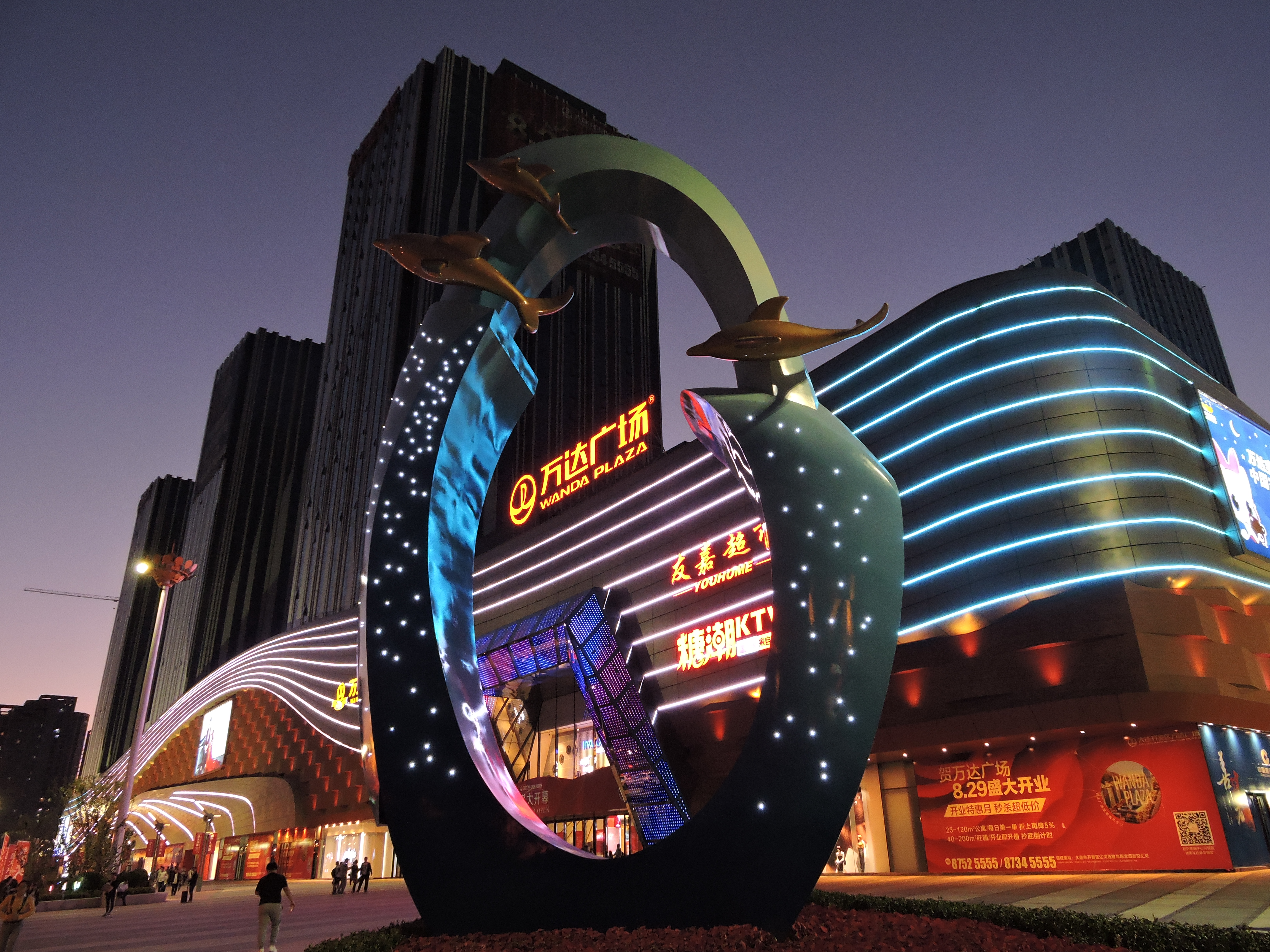
2015年オープンした大連開発区「万達広場」
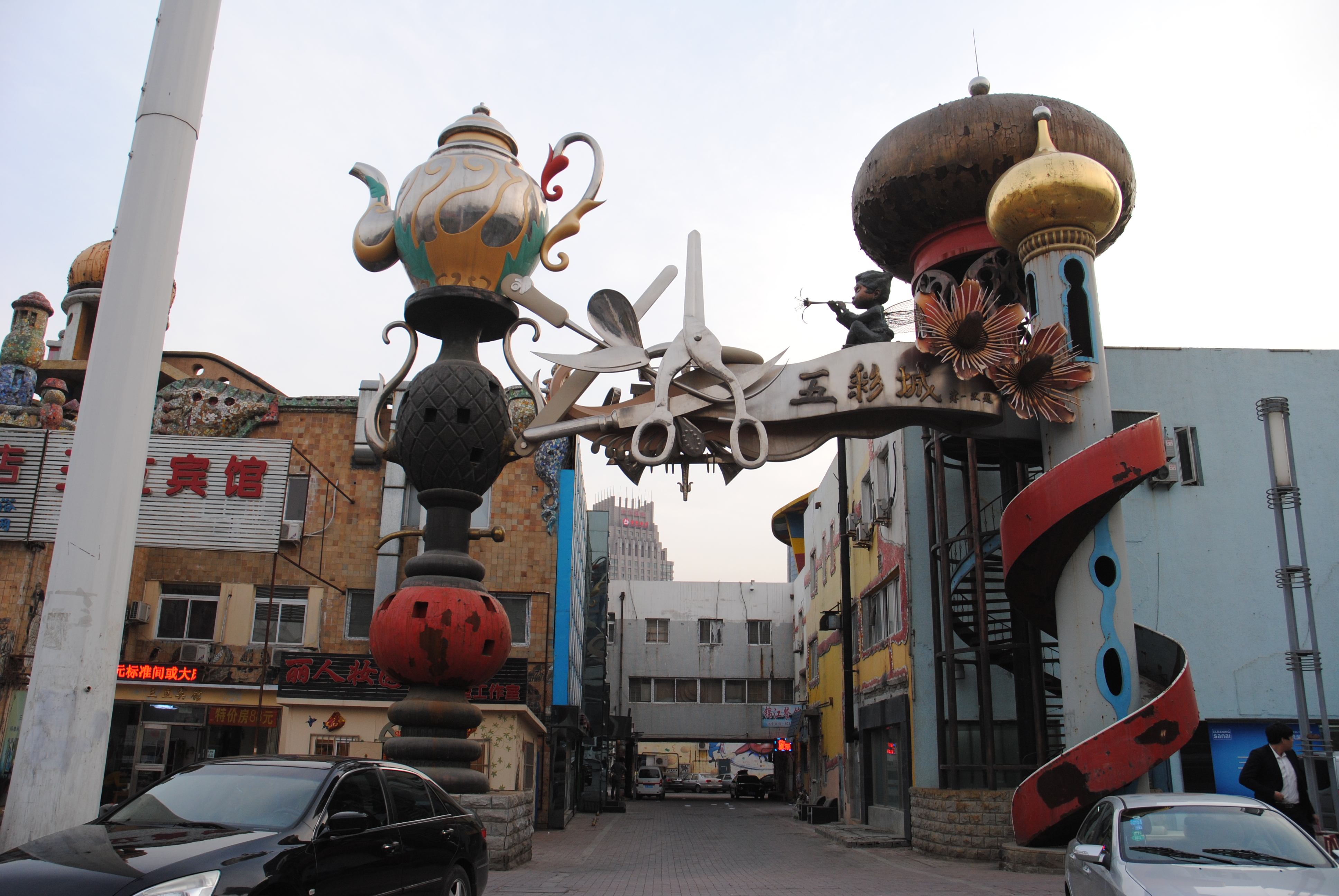
五彩城入り口
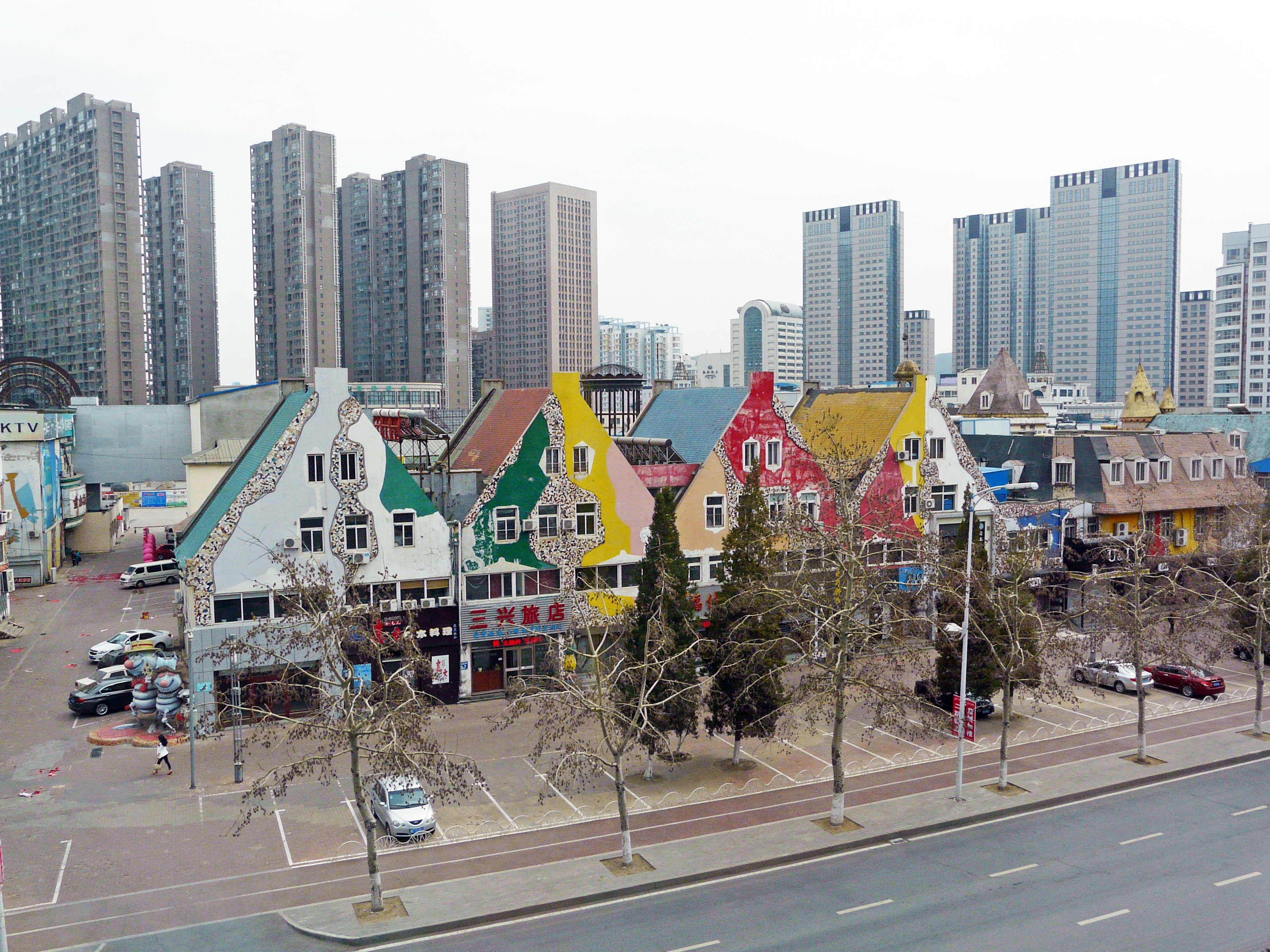
日本人向けの料理店やバー、クラブが集まっている五彩城
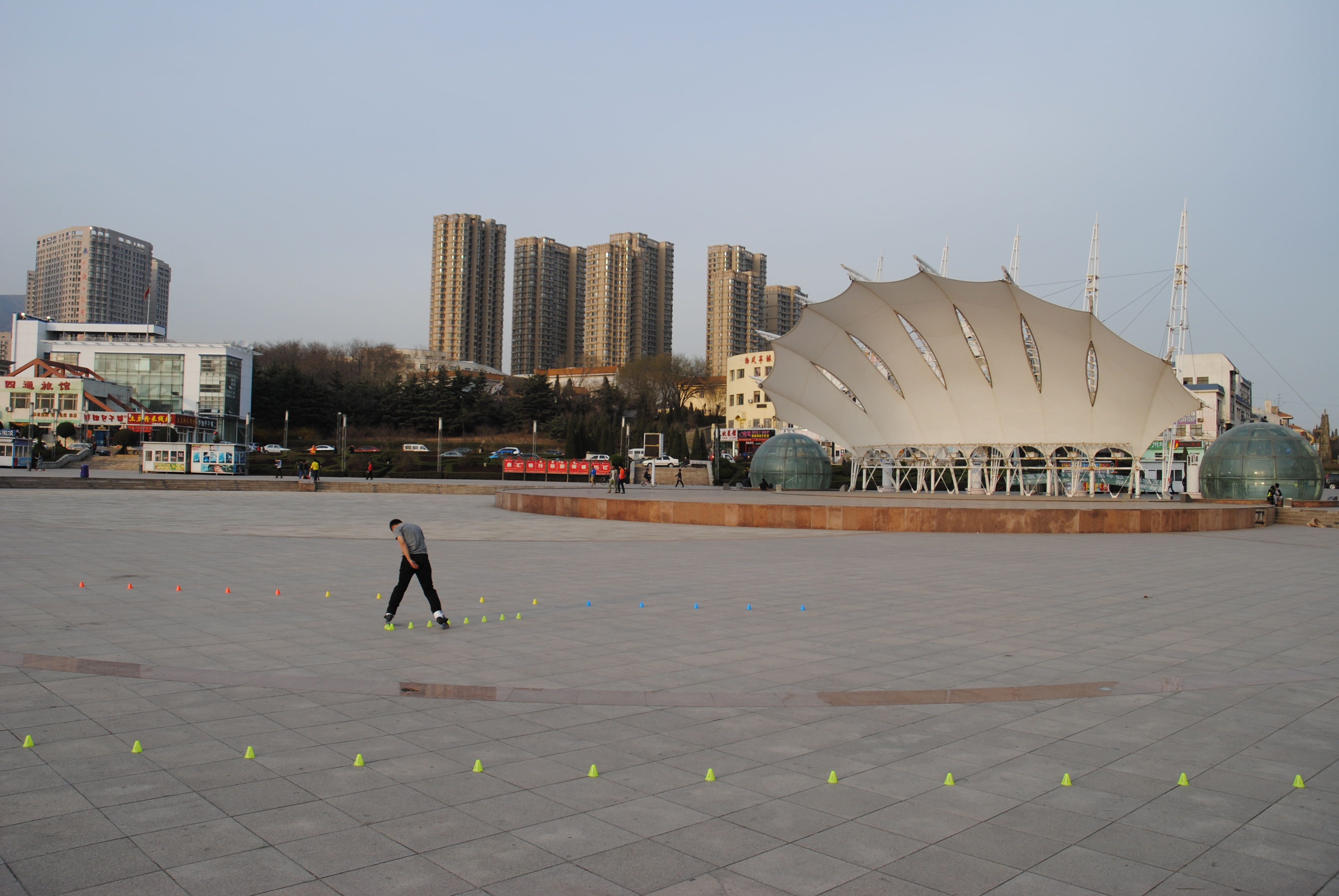
五彩城の珍珠広場
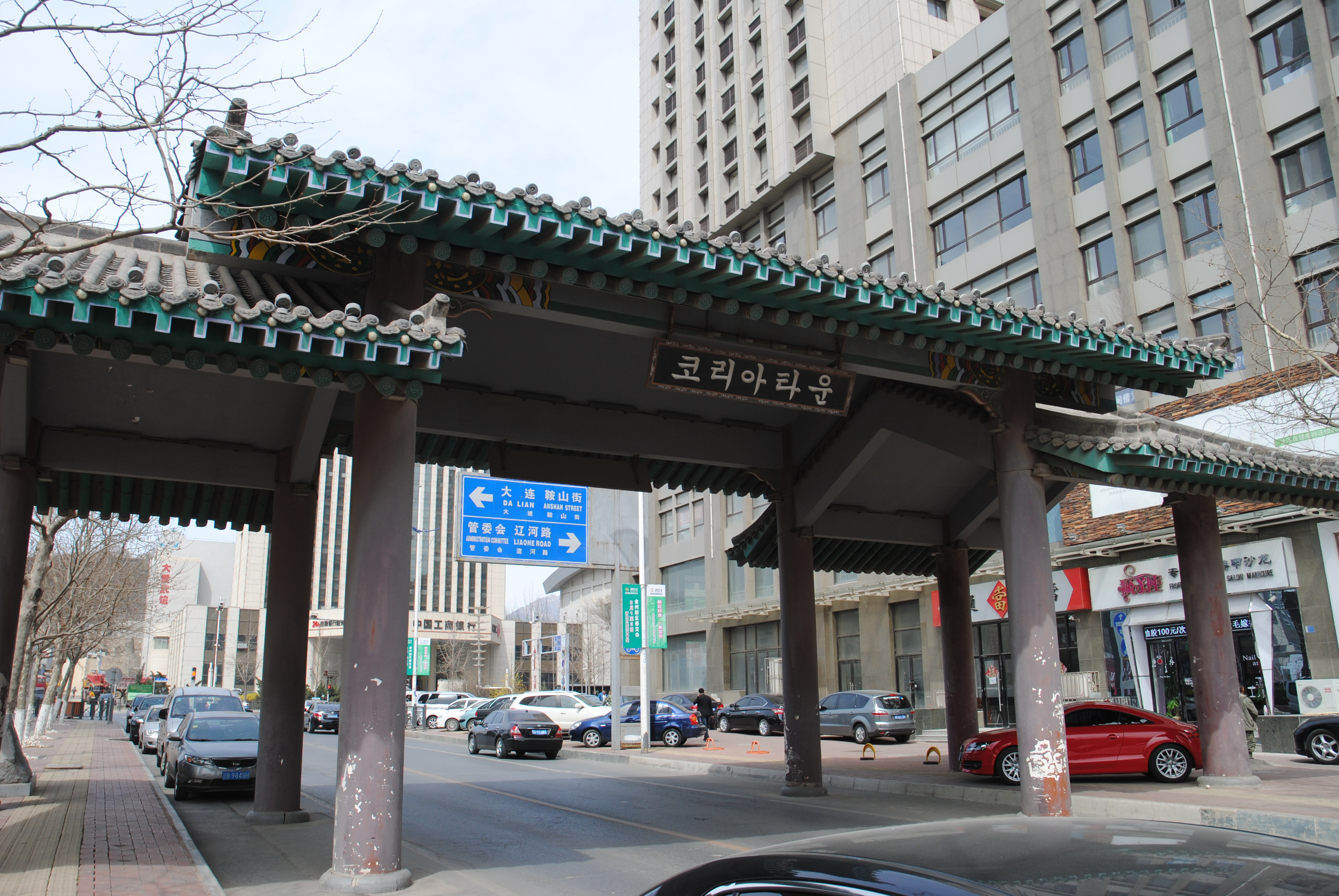
韓国・朝鮮料理店が集まっている撫順街のコリアンタウン
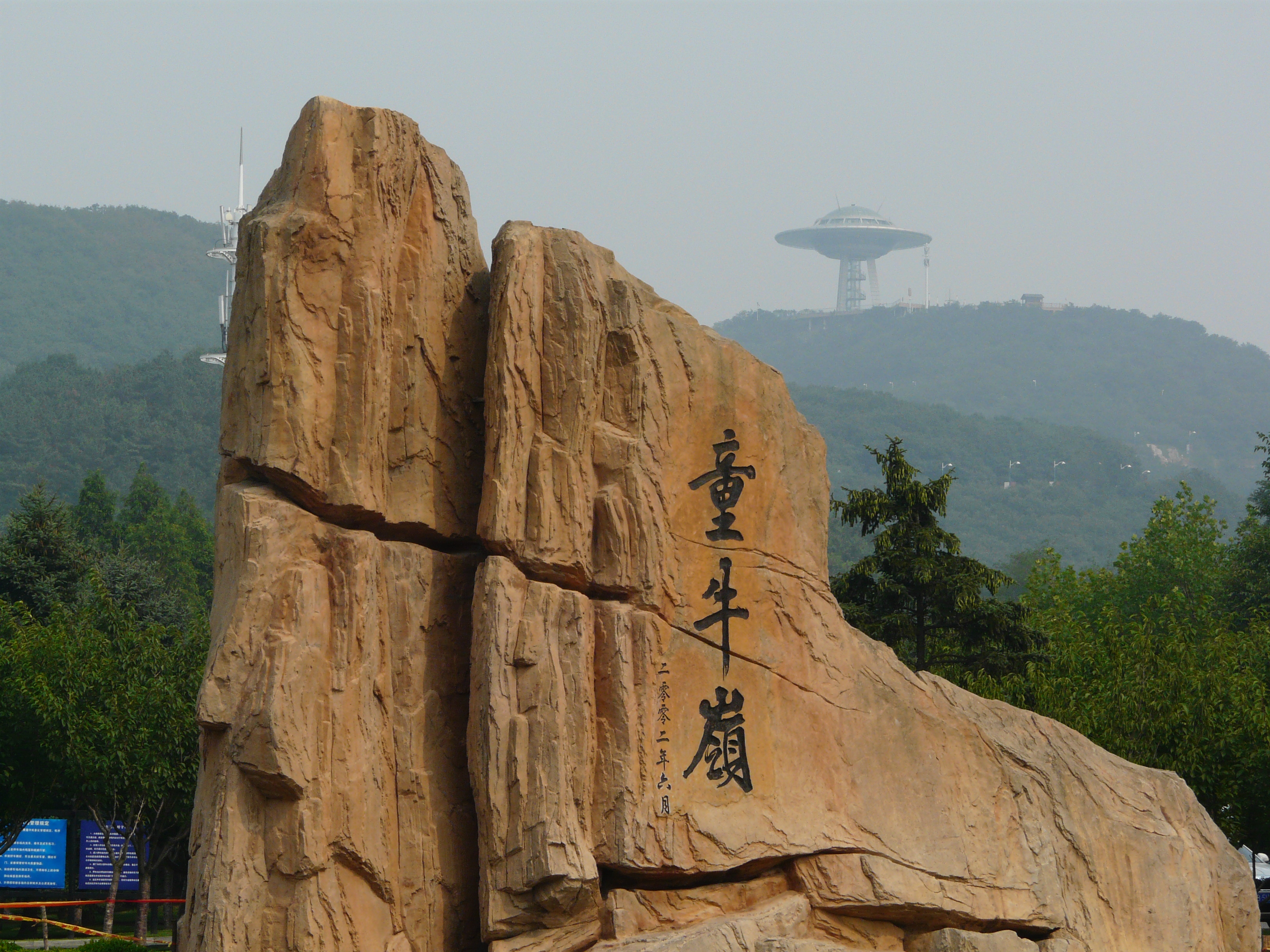
金童飛牛の伝説が伝わる童牛嶺
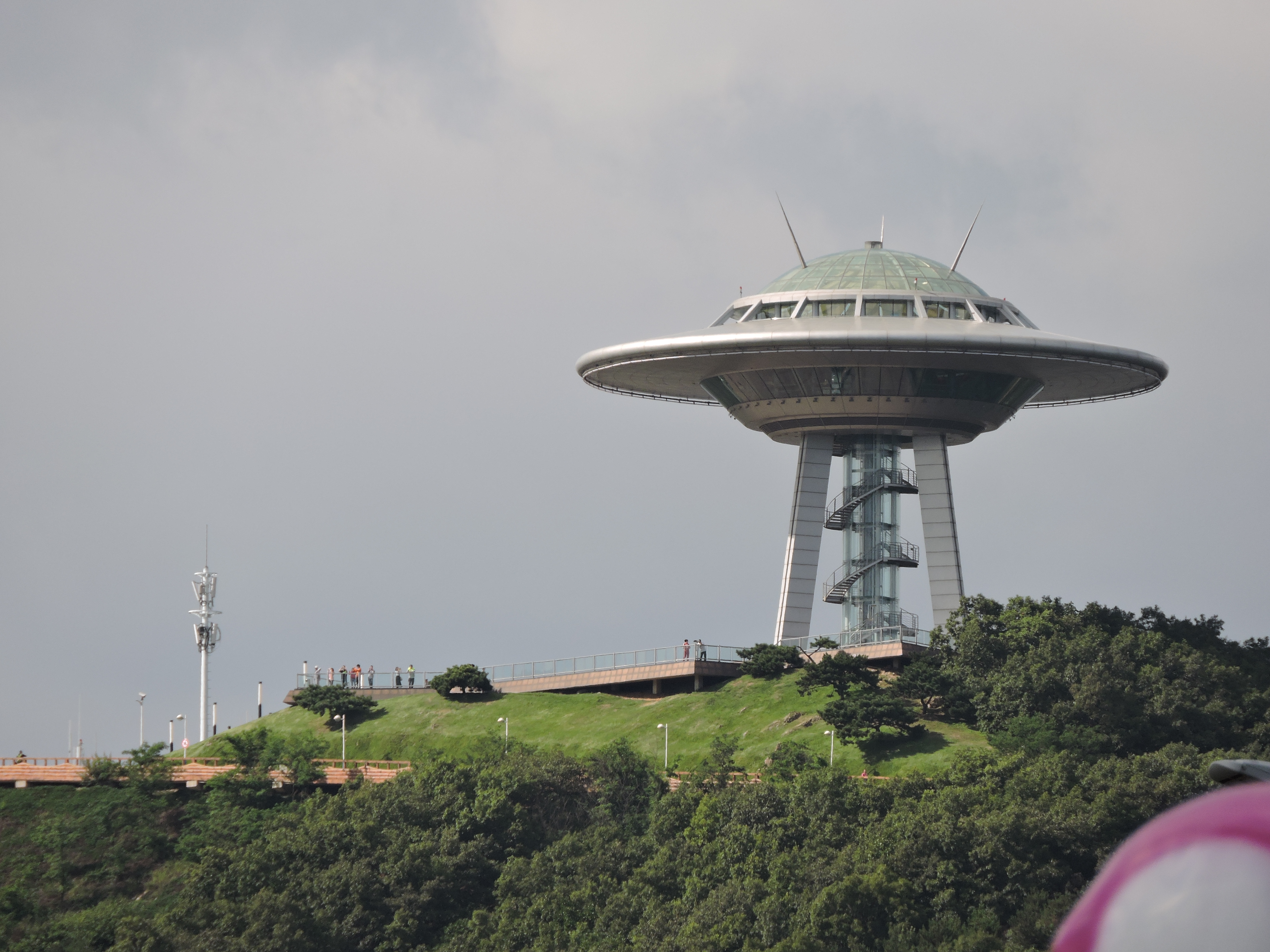
童牛嶺に建つUFO型の展望台
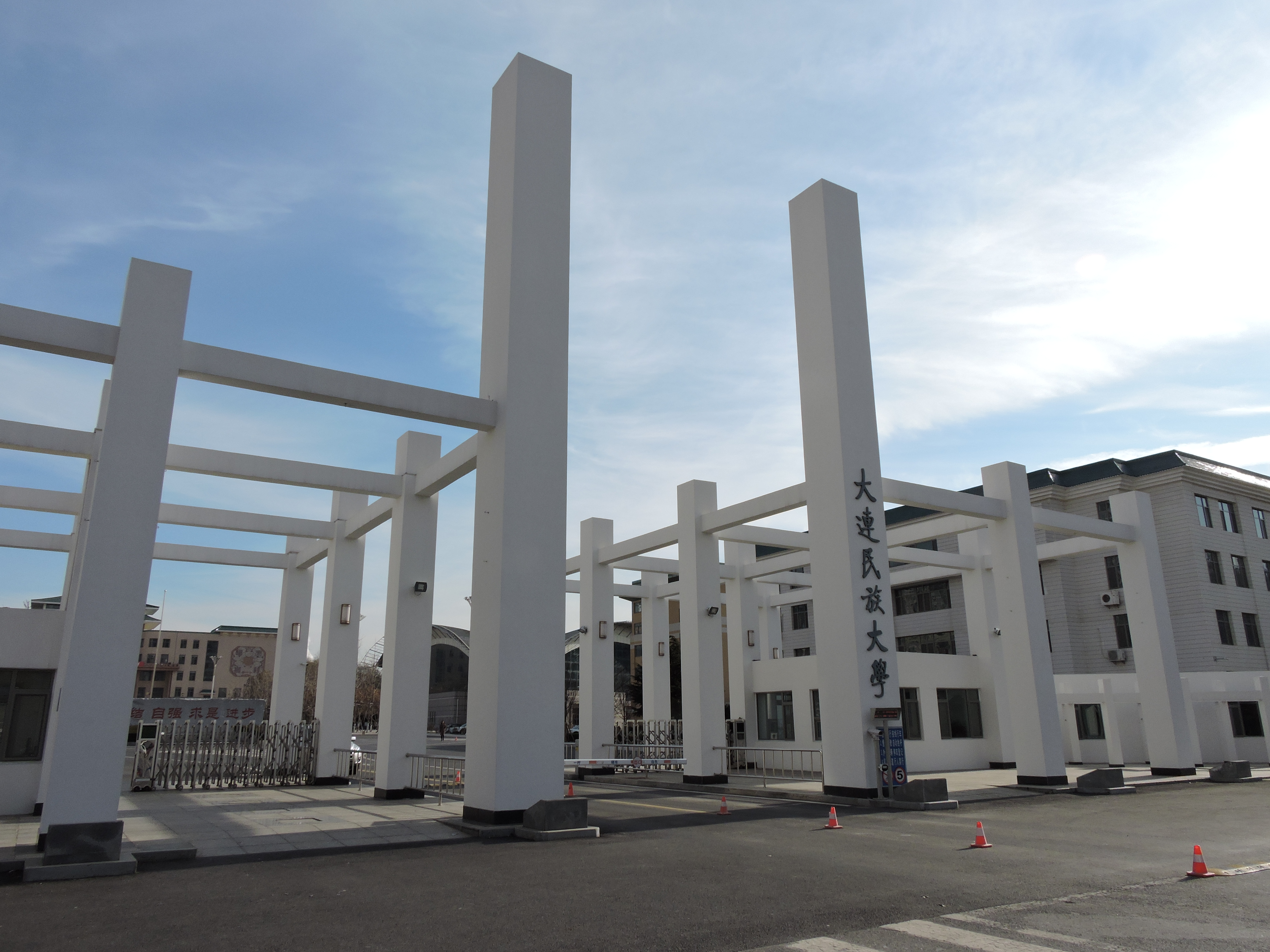
開発区の中心部にある大連民族大学
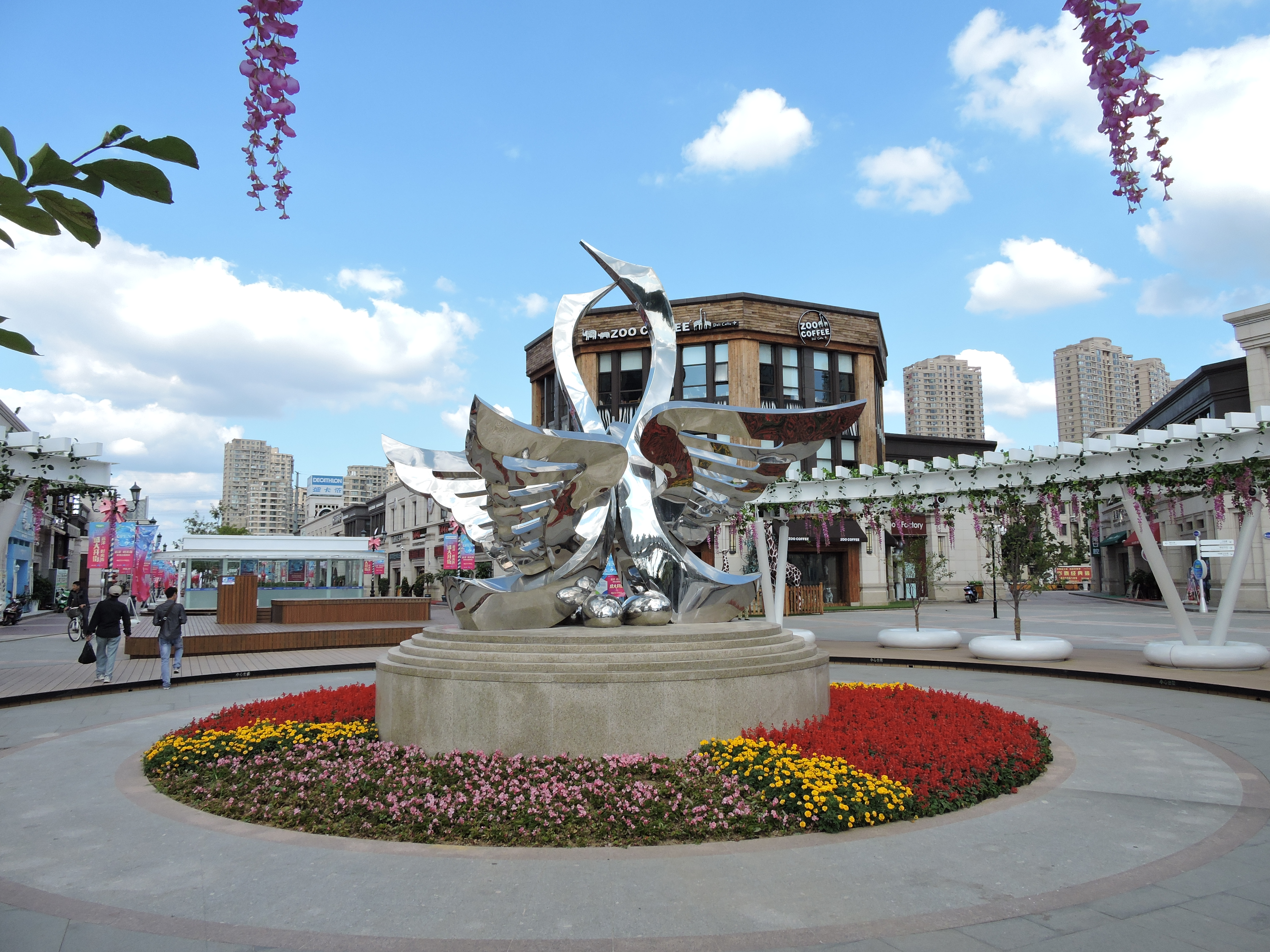
海に近い紅星海の商業区。近年開発が進んでいる
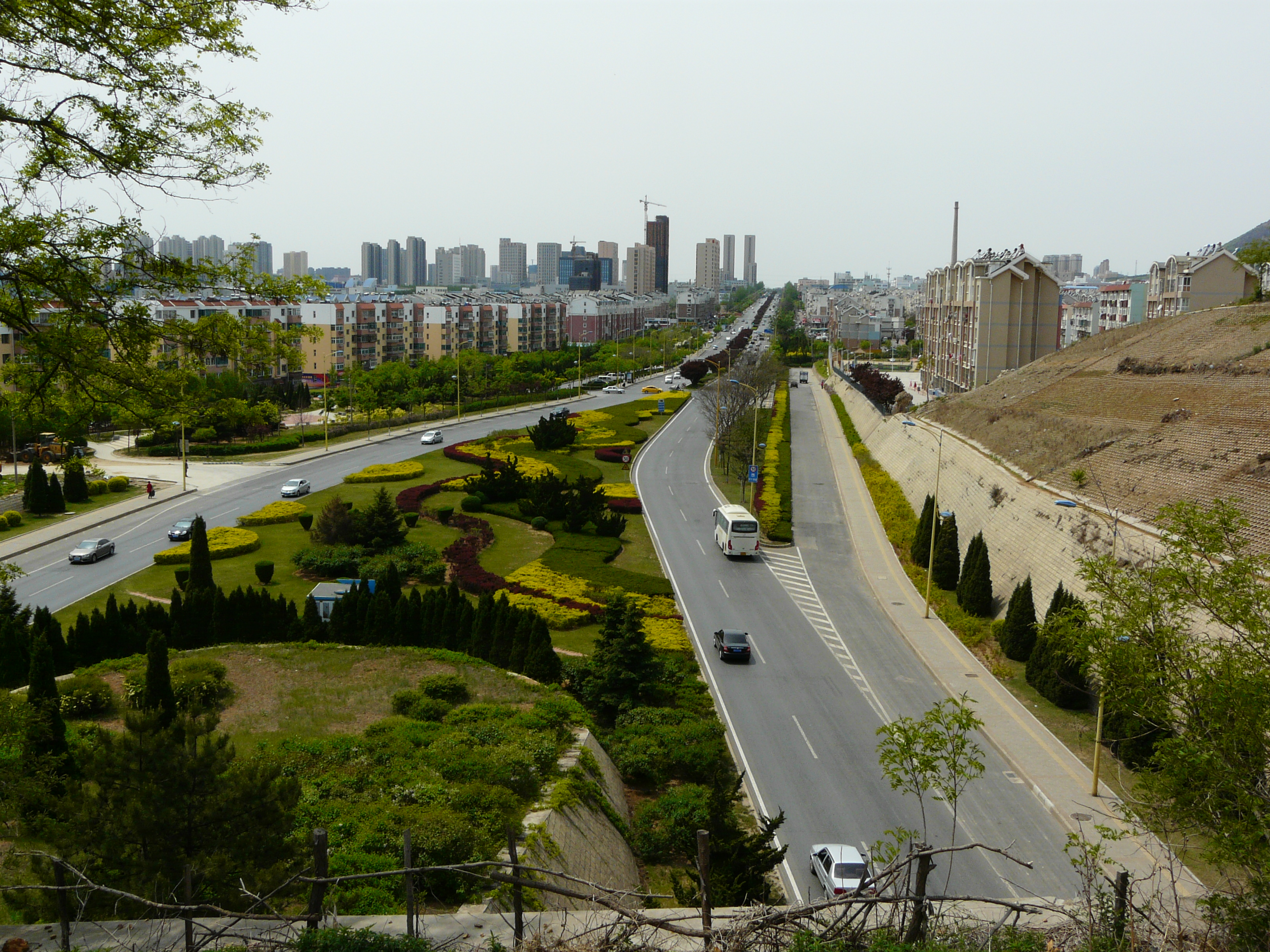
開発区の淮河中路
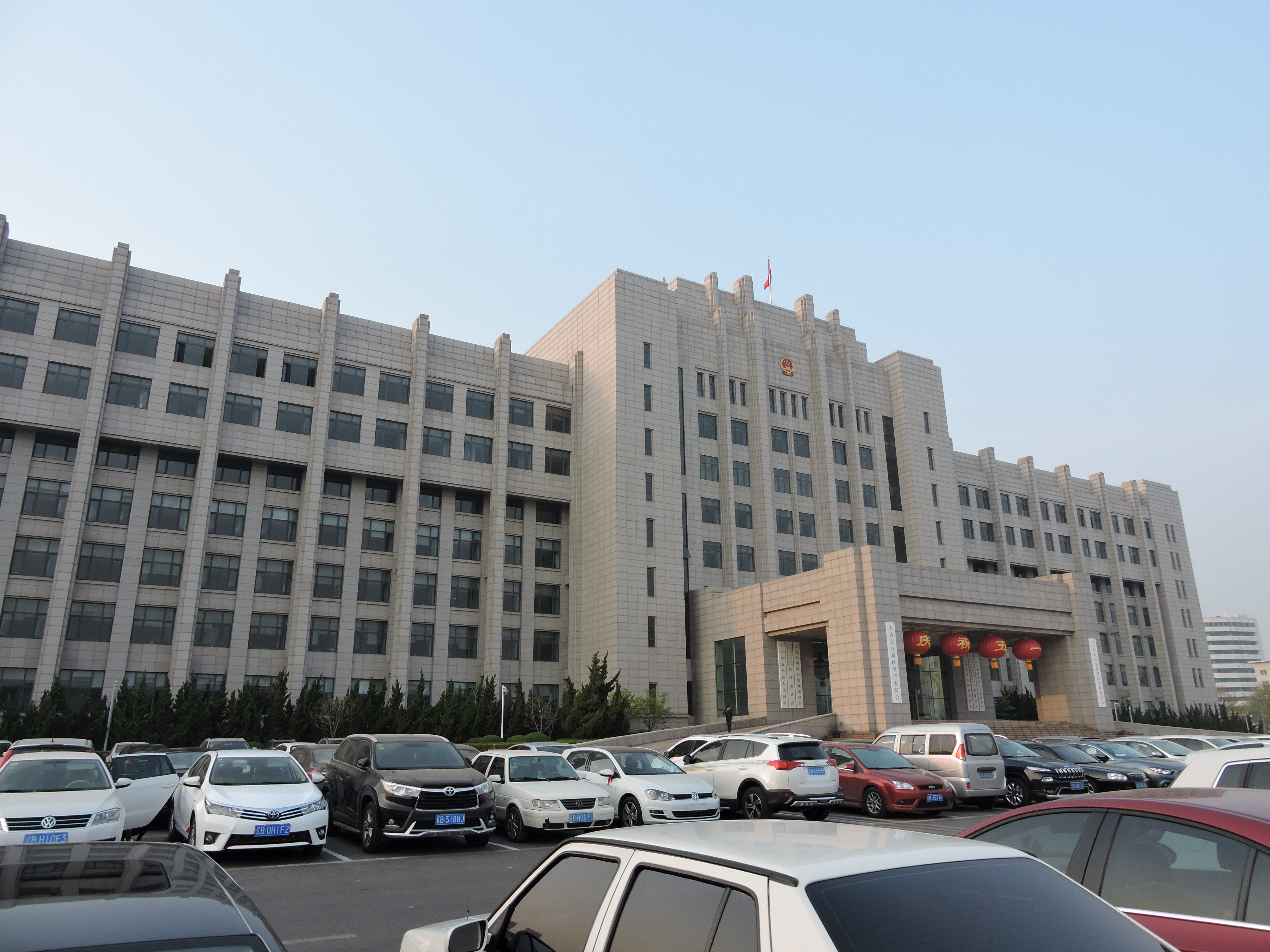
金馬路の大連金普新区管理員会
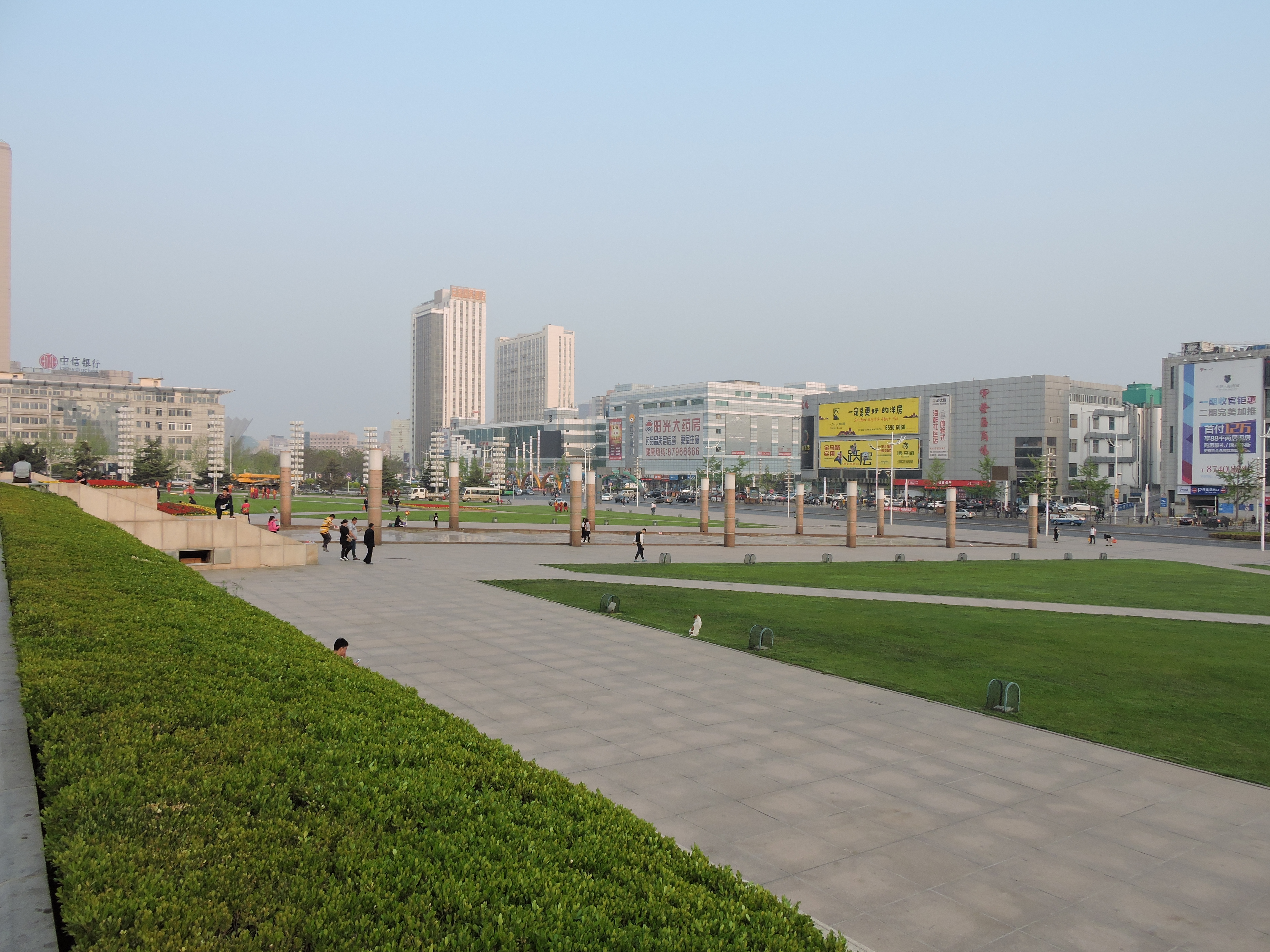
大連金普新区管理員会前の草坪広場
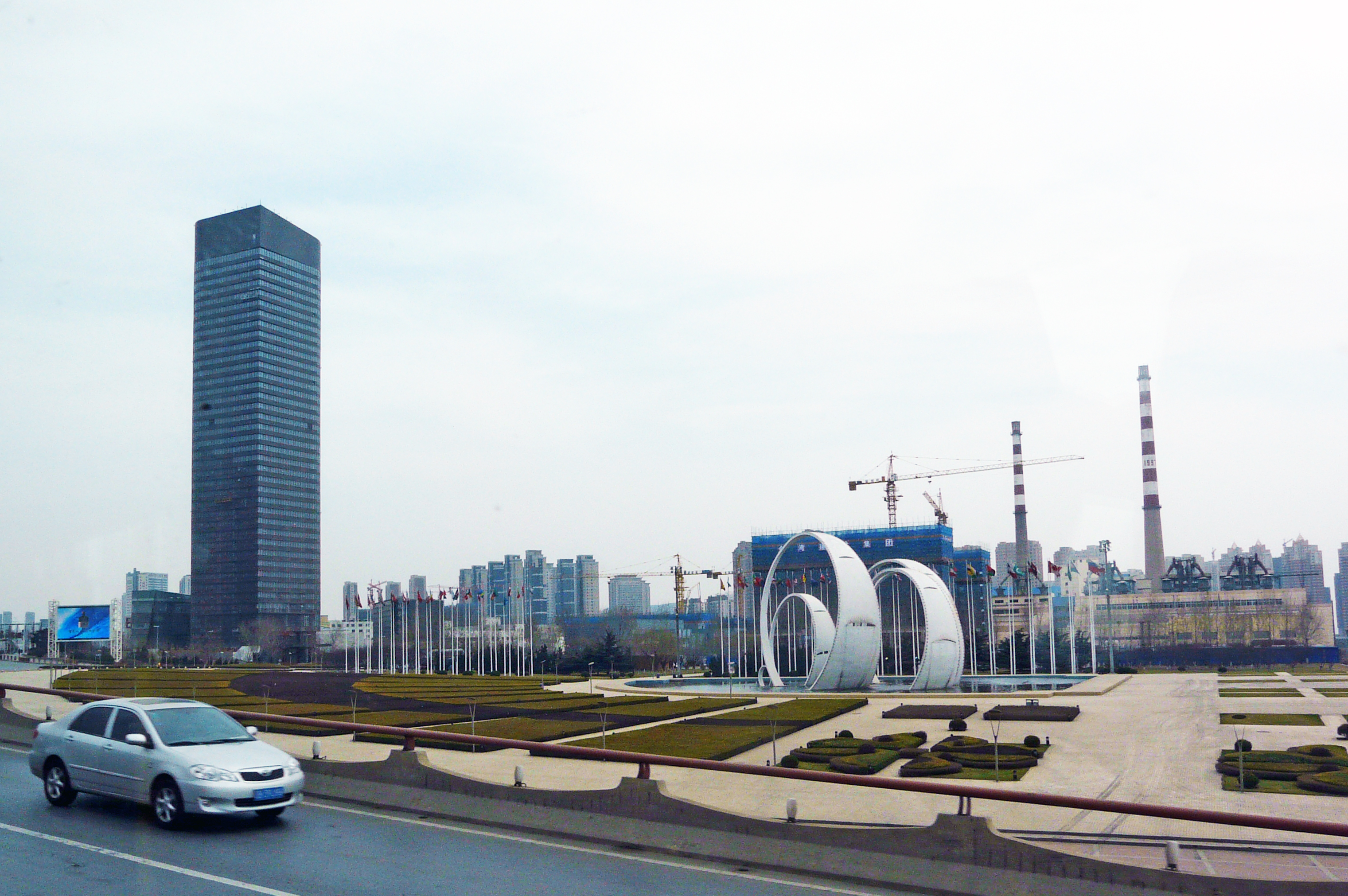
開発区市街の入口にある銀帆広場